# Fire (Scooter)
Fire är en singel från 1997 med det tyska ravebandet Scooter.. Låten användes 1997 i filmen Mortal Kombat: Annihilation under kampen mellan Liu Kang, Kitana, och Smoke samt några ninjas.

## Låtlista
- Fire
- Fire (Extended Emergency)
- Fire (Dub)
- Hyper Hyper (Live)

## Listplaceringar
| Lista (1997) | Topplacering |
| ------------ | ------------ |
| Finland      | 1            |
| Norge        | 10           |
| Schweiz      | 11           |
| Sverige      | 7            |
| Österrike    | 11           |

### Fotnoter
1. ↑  scootertechno.com
2. ↑  Mortal Kombat: Annihilation (1997) - Soundtracks IMDB.com
3. ↑  ”Listplaceringar”. http://finnishcharts.com/showitem.asp?interpret=Scooter&titel=Fire&cat=s. Läst 17 april 2011.
4. ↑  ”Listplaceringar”. http://norwegiancharts.com/showitem.asp?interpret=Scooter&titel=Fire&cat=s. Läst 17 april 2011.
5. ↑  ”Listplaceringar”. http://hitparade.ch/showitem.asp?interpret=Scooter&titel=Fire&cat=s. Läst 17 april 2011.
6. ↑  ”Listplaceringar”. Arkiverad från originalet den 25 september 2016. https://web.archive.org/web/20160925115313/http://hitparad.se/showitem.asp?interpret=Scooter&titel=Fire&cat=s. Läst 17 april 2011.
7. ↑  ”Listplaceringar”. http://austriancharts.at/showitem.asp?interpret=Scooter&titel=Fire&cat=s. Läst 17 april 2011.